# Jacinto Cormier
Jacinto Cormier (em francês:  Hyacinthe-Marie Cormier), O.P., foi um frade Mestre-geral da Ordem dos Pregadores (dominicanos) entre 1904 e 1916.

## Vida e obras
Nasceu em Orléans, na França, em 1832, sendo ordenado sacerdote em 1856 e entrou na Ordem dos Pregadores um mês a sua ordenação. Manifestando uma profunda vida espiritual, não foi contudo aceite aos votos definitivos dada a sua frágil saúde tendo-a apenas realizado passados dois anos, com expressa autorização de Roma. 
Foi mestre de noviços em Corbara, na Córsega, após o que foi eleito prior do convento local, e em 1862 primeiro Provincial da restaurada Província de Tolouse. De 1865 a 1891 foi por três vezes prior provincial. Em 1881 enviou frades para missionarem no Brasil. Em 1891 foi escolhido como sócio do novo Mestre-Geral e em 1896 como Procurador Geral da sua Ordem. 
Foi eleito Mestre Geral e 1904 quando contava já 72 anos. Durante dois anos tentou que Pio X aceitasse a sua renúncia, mas o Papa sempre o convenceu a não o fazer. Visitou as Províncias de Itália, Aústria, Holanda e Alemanha, e apenas por razões de saúde não foi aos Estados Unidos da América. Restaurou as províncias da Boémia, Sicília, Colômbia e Aragão. Criou as novas províncias do Canadá e Califórnia. Fundou o Colégio Angellicum em Roma. Em 1907 apresentou um novo plano de estudos filosóficos e de teologia. Agregou à ordem 32 congregações de irmãs religiosas de vida activa e foi co-fundador de duas. 
Após o final do seu mandato, retirou-se para o Convento na Basílica de São Clemente em Roma onde faleceu a 13 de Dezembro de 1916.
Foi beatificado pelo papa São João Paulo II em 1994.